# Hugh Patrick Slattery
Hugh Patrick Slattery (ur. 10 marca 1934 w Nenagh, zm. 6 października 2024 w Pretorii) – irlandzki duchowny rzymskokatolicki posługujący w Południowej Afryce, w latach 1984-2010 biskup Tzaneen.

## Życiorys
Święcenia kapłańskie przyjął 16 lipca 1958. 22 czerwca 1984 został prekonizowany biskupem Tzaneen. Sakrę biskupią otrzymał 30 września 1984. 28 stycznia 2010 przeszedł na emeryturę.